# Louise Bourgeois (położna)
Louise Bourgeois (ur. 1563 w Faubourg Saint-Germaine, zm. 1636) – francuska położna, oficjalna położna francuskiego dworu.

## Życiorys
Urodziła się w 1563 r. w zamożnej rodzinie z podparyskiej wsi Faubourg Saint-Germaine. W dzieciństwie mieszkała w pobliżu miejscowego fryzjera i chirurga Martina Boursiera, którego poślubiła w 1584 r. W 1589 r. Henryk IV Burbon ruszył na Paryż. Ponieważ jej mąż był wówczas w armii, Bourgeois schroniła się w mieście z trójką dzieci, porzucając resztę majątku. Z tego powodu zajęła się krawiectwem i położnictwem. Umiejętności w tym zakresie uzyskała zapewne u boku męża, który był asystentem Ambroise’a Paré, albo w szkole położniczej Hôtel de Dieu, która działała w Paryżu od 1531 r. Pomimo oporu lekarzy, przez pięć lat praktykowała, udzielając usług ubogim, a w 1598 r. zdała egzaminy, uzyskując prawo wykonywania zawodu. Rodzina przeniosła się wkrótce na rue Saint-André-des-Arts, a Bourgeois otworzyła praktykę w dzielnicy łacińskiej, zyskując duże poważanie.
W 1600 Henryk IV poślubił Marię Medycejską i kiedy rok później para królewska spodziewała się potomka, Henryk postanowił zatrudnić położną. Król planował zatrudnić Madame Dupuis, która była położną jego metresy Gabrielle d’Estrees, jednak Maria Medycejska nalegała na wybór Bourgeois. Po nominacji otrzymała przywilej noszenia czerwonego aksamitnego czepka i złotego łańcucha. Między 1601 i 1610 Bourgeois opiekowała się królową w sześciu ciążach. W 1627 r. Bourgeois uczestniczyła w porodzie księżnej orleańskiej Marii. Kobieta urodziła córkę Annę Marię, ale kilka dni później zmarła na skutek komplikacji poporodowych. Raport z autopsji podpisany przez 10 lekarzy uznał Bourgeois za częściowo winną, z czym ona stanowczo się nie zgadzała, jednak jej popularność na dworze zaczęła spadać. W następnych latach skupiła się na pisaniu książek o położnictwie.
W 1609 r. Bourgeois opublikowała poświęconą położnictwu książkę Observations diuerses, sur la sterilité, perte de fruict, foecondite, accouchements, et maladies des femmes, et enfants nouueaux naiz, którą aktualizowano i wznawiano w latach 1617, 1626, i 1634. Jej publikacja została wydana po francusku, a nie po łacinie, co ułatwiało dotarcie do odbiorców, przyczyniając się do znacznego rozwoju francuskiego położnictwa. Książka Bourgeois sprawiła, że stało się ono profesją szanowaną przez mężczyzn praktykujących zawód lekarza i chirurga. Publikację Bourgeois przetłumaczono na niemiecki, holenderski, angielski i łacinę, dzięki czemu miała ona duży wpływ na XVII-wieczne położnictwo w tych krajach.
Prawdopodobnie przyjęła ponad 2 tys. porodów, a na dworze służyła przez 26 lat.
Zmarła w 1636 r., cztery lata po mężu.
Ze związku z mężem miała piątkę dzieci. Jej najstarsza córka Francoise wyszła za René Chartiera, lekarza Henryka IV, a potem żony Karola I, Henrietty Marii, a syn Jean został lekarzem Ludwika XIII.